# Rinaldo van Villafranca
Rinaldo van Villafranca (Villafranca, tussen 1288 en 1290 – Verona, 30 september 1362) was een renaissance-humanist, dichter en leraar klassieke talen. Rinaldo was hoveling aan het hof van de heersers van de stadstaat Verona: bij de heren van het Huis della Scala.

## Namen

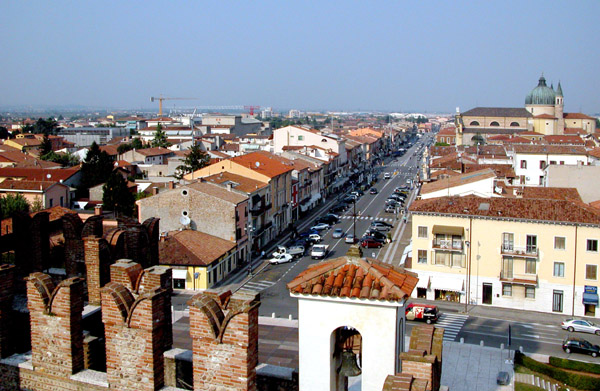
Zicht op Villafranca di Verona, vanuit het Castello Scaligero

Auteurs die over hem schreven gebruikten verschillende Latijnse woorden voor Villafranca. Zo gaat het om Raynaldus de Libero Pago of de Pago Libero of de Libera Villa of de Villafrancha. Een ander epitheton de Cavalchinis of Cavalchino wordt ook wel gebruikt.

## Levensloop
Zijn vader was Oliviero de Cavalchinis, een notaris in Villafranca di Verona. Zijn moeder was vermoedelijk diens tweede echtgenote Tantobella. Niettegenstaande het grote gezin met zeven zonen konden zijn ouders toch de studies bekostigen in Verona. Rinaldo studeerde er klassieke talen en filosofie. Tevens onderging hij er de lagere wijdingen en studeerde af als magister in de grammatica aan de kapittelschool verbonden aan de kathedraal van Verona. Hij woonde samen met Gerardo, een van zijn broers, in Santo Quirico, een wijk van Verona. Daar richtte Rinaldo een private school op waarin hij talenonderwijs gaf, met name Oudgrieks en Latijn.
Rinaldo ontving daarnaast nog inkomsten door les te geven aan de kinderen van de heersende familie della Scala; Rinaldo was een van de hovelingen. Door dit ambt steeg het aantal leerlingen in de private school. Er kwamen jongeren les volgen afkomstig uit adellijke families uit de streek. Rinaldo breidde zijn lessen uit met filosofie, poëzie, natuurwetenschappen en lokale geschiedenis. Rinaldo geraakte via het hof in contact met andere humanisten zoals Francesco Petrarca of dezen aan het hof in Napels.
Rinaldo kocht onroerend goed aan en verschafte leningen. Hij bleef al die tijd in Verona wonen. De school van Rinaldo werd finaal ingelijfd bij de kapittelschool van Verona, wat tijdgenoten zagen als een erkenning van het hoog niveau van zijn onderwijs. Circa 1332 verhuisde hij naar Villafranca. Van hieruit bood Rinaldo zijn diensten verder aan aan het hof van Verona.
In 1354 maakte Rinaldo de muiterij mee van Fregnano della Scala, die zijn halfbroer Cangrande II della Scala van de troon wou stoten. Cangrande II won. Een medestander van Fregnano, Azzone da Correggio, had op dat moment zijn tweelingzoons Giovanni en Barriano op school bij Rinaldo. De jongens vluchtten met hun vader naar Milaan. Dit lot was ook beschoren aan Giovanni Petrarca, een buitenechtelijke zoon van Petrarca. Ook deze moest de vlucht nemen en de school van Rinaldo verlaten. Rinaldo mocht evenwel zijn school behouden na de muiterij.
Rinaldo stierf in Verona in het jaar 1362. Hij werd begraven in de kerk San Eufemia degli Eremitani. De erfenis werd verdeeld onder zijn neven, naast schenkingen aan kerken.

## Overgebleven dichtwerk
Van zijn hand zijn de volgende gedichten bewaard:
- Grafschrift voor Cangrande I della Scala, heer van Verona
- Grafschrift voor Mastino II della Scala, heer van Verona
- Grafschrift voor zijn eigen graf.

Andere gedichten van Rinaldo worden vermeld in correspondentie en boeken van andere auteurs, doch de teksten zijn verloren gegaan.